# 10 Ursae Majoris
Désignations
10 Ursae Majoris (en abrégé 10 UMa), également désignée HD 76943 ou HR 3759, est une étoile binaire de magnitude apparente +3,97 qui, malgré son nom, se situe dans la constellation du Lynx. Elle est la troisième étoile la plus brillante de cette constellation. Elle est située à environ ∼ 52,4 a.l. (∼ 16,1 pc) de la Terre.

## Histoire
En 1687, la constellation du Lynx fut introduite par Johannes Hevelius pour remplir le vide entre la Grande Ourse et le Cocher. Lors de la mise en place de la désignation de Flamsteed au XVIIe siècle, 10 UMa a été intégrée à la constellation de la Grande Ourse par l'astronome anglais.
Cependant, lorsque les limites des constellations ont été formellement définies dans les années 1920, 10 UMa s'est retrouvée dans les frontières de celle du Lynx.
La nomenclature stellaire qui s'y rapporte n'ayant pas changé, elle prête aujourd'hui à confusion.

## Propriétés
Le système de 10 Ursae Majoris est à la fois une binaire spectroscopique à raies doubles ainsi qu'une binaire visuelle. Ses deux étoiles tournent l'une autour de l'autre selon une période orbitale d'environ 7 961 jours (21,8 ans) et avec une excentricité de 0,15,. Cette orbite moyennement excentrique fait varier la distance entre elles de 9,9 à 12,0 ua.
La composante primaire, désignée 10 Ursae Majoris A, est une étoile jaune-blanc de la séquence principale de type spectral F3V et de magnitude +4,18,. Elle est estimée être 1,5 fois plus massive que le Soleil et être âgée de 1,07 milliard d'années. Sa température de surface est de 6 918 K et elle a une luminosité 5,75 fois plus importante que celle du Soleil.
La composante secondaire, 10 Ursae Majoris B, est quant à elle une naine jaune similaire au Soleil, de magnitude +6,48 et de type G5V,. Elle estimée avoir une masse de 0,95 masse solaire. Sa température de surface est de 5 623 K et elle a une luminosité égale à 89 % de celle du Soleil.